# Cacia evittata
Cacia evittata är en skalbaggsart som beskrevs av Heller 1924. Cacia evittata ingår i släktet Cacia och familjen långhorningar.
Artens utbredningsområde är Filippinerna. Inga underarter finns listade.